# Christian Rave
Christian Andreas Rave (* 2. September 1770; † 11. Oktober 1856) war ein Bergmeister und Obersteiger.
Rave stand anfänglich in staatlichen Diensten. Den Bergbauplänen der Stadt Münder widersetzte er sich  zunächst, aber nach längerem Streit übernahm er auch die Leitung der münderschen Bergwerke im Süntel, die  zwischen 1806 und 1865 einen Aufschwung erlebten. Beliefert wurden neben der Salinen, Glashütte und der Ziegelei in Münder auch Hamelner Industriebetriebe und Kunden im Braunschweigischen und Lippischen Land.
Um 1834/1835 produzierte er auch mit der Witwe Hentig in der Glashütte Klein Süntel Bouteille-Glas. 1836 arbeitete er auch am Steinkohlenbergwerk am Suersser Brink bei Wennigsen.
Auf Initiative von Stadtbaumeister Gottfried Kastl (1908–1990) wurde ihm im Süntel, unterhalb der Bergschmiede, ein Denkmal errichtet.

## Belege
1. ↑   https://www.hoefingen.net/suentel/bergbau2.htm
2. ↑   Mittheilungen des Gewerbevereins für das Königreich Hannover
3. ↑  Archivierte Kopie (Memento des Originals vom 15. Juni 2013 im Internet Archive)  Info: Der Archivlink wurde automatisch eingesetzt und noch nicht geprüft. Bitte prüfe Original- und Archivlink gemäß Anleitung und entferne dann diesen Hinweis.
4. ↑   Staats- und Adresskalender für das Königreich Hannover (1836); S. 245

| Personendaten    | Personendaten                                |
| ---------------- | -------------------------------------------- |
| NAME             | Rave, Christian                              |
| ALTERNATIVNAMEN  | Rave, Christian Andreas (vollständiger Name) |
| KURZBESCHREIBUNG | deutscher Bergmeister und Obersteiger        |
| GEBURTSDATUM     | 2. September 1770                            |
| STERBEDATUM      | 11. Oktober 1856                             |